# Милорад Драгић
Милорад Драгић (1891—1986) - лекар, етнограф, географ, антрополог, хуманиста и, како га још називају, учитељ здравља. Рођен је у Београду 22. децембра 1891. године. у занатлијској породици. Преминуо је 31. јануара 1986. године у 95-ој години живота. Сахрањен је у Алеји заслужних грађана на новом гробљу у Београду, где је 1993. године сахрањена и његова супруга, професор Татјана Драгић (1911—1993).
Примаријус др Милорад Драгић (1891–1986), је био пријатељ, следбеник и лекар др Јована Цвијића са којим се дружио до последњих Цвијићевих дана. Похађао је гимназију а затим из поштовања према Цвијићу, следећи његове идеје, првобитно је студирао на Филозофском факултету групу за андрагогију са физичком географијом, етнологију и етнографију, историју српског народа и археологију. После апсолвирања, под утицајем Цвијића уписао је медицину на Берлинском универзитету, да би лакше могао да се бави антрополошким научним истраживањима. Балкански и Први светски рат прекинули су његово студирање. У ратовима 1912-1913 је учествовао као добровољац, а у Првом светском рату као војник.
После рата наставио је студије у Прагу, а по завршетку вратио се у Београд где је радио као неуролог.  Од 1947. године др Милорад Драгић је постао научни сарадник Етнографског института САНУ.
Оставио је значајан траг у српској медицини, бавио се научним радом, посебно изучавањем здравствених прилика у Тимочкој Крајини где је често боравио као примаријус из Института за здравствено просвећивање Србије и где је оставио значајне резултате посебно и у погледу здравствено-образовног рада истовремено надгледајући здравствене прилике и разговарајући са људима приобаље Дунава у време изградње хидроелектране Ђердап и пресељења једног броја подунавких насеља.
У време боравка у Источној Србији свакодневно је обилазио људе и насеља, држао здравствено-просветитељска предавања а посебно је забележено да је 1972. године радницима у Бору држао предавања о епидемији великих богиња.
Искуства и знања стечена у сарадњи са Др Милорадом Драгићем је наставио да даље следи и развија у Тимочкој Крајини Др Петар Пауновић који се сматра настављачем његових активности као учитеља здравља.
Др Милорад Драгић је био активан и у соколском савезу Краљевине Југославије и за заслуге у сарадњи са Савезом бугарских Јунака,  Краљ Бугарске Борис III је одликовао Др Милорада Драгића, а 20. 7. 1928. године је примљен на аудијенцију код Краља Александра, који је и сам подржавао и подстицао активности соколских друштава.

## Одабрана дела
- Етнобиолошки процеси у Источној Србији у време Цвијићевих проучавања и данас
- Проблеми младих у Хомољу
- Рани бракови у Источној Србији
- Породични и интимни проблеми код школске деце у Исторчној Србији
- Ратни дневник др Стевана Мачаја
- Култ загробног живота и помане у Хомољу
- Систем помана и култ загорбног живота код становништва влашког говора Источне Србије
- Чумина Кошуља – из мађијске медицине у Источној Србији
- Митска епидемиолошка бића
- Здравствена култура Зајечара пре осамдесет година
- О недовољној лекарској помоћи народу
- Пелагра- сељачка и сиротињска болест
- Сифилис у Источној Србији и Поморављу
- Академик проф. др Јован Туцаков
- Доктор Лаза Илић
- Др Лаза Илић (1852 – 1918) протагониста социјалне медицине у Србији
- Приступ испитивању здравствене културе радника у Рударско-топионичарском басену Бор
- Менталне и емоционалне трауме у вези са потапањем насеља Ђердапа
- Здравствена култура Хомоља
- Ендемични сифилис и здравствена култура у Источној Србији и друга дела.
- Драгић Милорад и др Илић Лаза: Народно здравље у округу тимочком
- Драгић Милорад и др Лаза Илић о српско-турском рату

Написао је и прилог „Сећање на медицински рад у Првом светском рату“, прилог сећања на рад Џона Фротингама.